# Viviane Ndour
Viviane Ndour (sinh Viviane Chidid) là một ca sĩ nhạc pop người Senegal và là người cựu chị dâu của Youssou N'Dour. Cô được một số người gọi là "Nữ hoàng Mbalax ". Vào ngày 31 tháng 3 năm 2012, nhãn hiệu Wonda Music của nhà sản xuất Jerry 'Wonder' Duplessis đã ký hợp đồng giữa cô với hãng thu âm của ông ấy. Kể từ đó, Viviane đã làm việc với Jerry Wonda và album của cô được phát hành vào năm 2015.

## Gia đình và nền tảng
Ndour được sinh ra ở Mbour, Sénégal, một trong những thành phố ven biển gần Đại Tây Dương. Cha cô đến từ Lebanon và mẹ cô đến từ Mauritania. Bà của cô ấy đến từ Mali. Việc mang nhiều dòng máu đa dân tộc của cô đóng một vai trò lớn trong âm nhạc của cô. Âm nhạc của cô kết hợp âm nhạc mbalax truyền thống của Senen với các yếu tố của nhạc rap, R & B và nhạc đồng quê của Hoa Kỳ. Cô đã phát hành album đầu tiên vào năm 1999 và thành lập một nhóm có tên Le Jolof Band vào năm 2001. Hầu hết các bài hát của cô đều bằng tiếng Wolof hoặc tiếng Anh mặc dù một số ít bằng tiếng Pháp, ngôn ngữ chính thức của Sénégal. Cô được sinh ra là một người Công giáo, nhưng bây giờ cô ấy đã chuyển sang đạo Hồi.

## Album và video
Tính đến năm 2009, Viviane hiện có hai album bán chạy trên thị trường, trong các cửa hàng tạp hóa và thậm chí trong cửa hàng ở sân bay của Senegal. Hai album đó là Bataclan Cafe (gần đây nhất) và Man Diarra, đã đến vào năm 2005.
Bataclan Cafe chứa các tác phẩm được ghi âm trực tiếp trong buổi hòa nhạc và bản hit "Beggue Na Lenn" (nghĩa là "yêu tất cả các bạn" bằng tiếng Anh) mà cô ấy có một video; quay thường xuyên trên truyền hình Senegal trong năm 2007. Bản hit trong album Man Diara năm 2005 là "Kagna La Giss". Trong bài hát, cô hát sôi nổi về việc nhớ người mình yêu, và mơ ước và mong muốn được trở về. Giống như nhiều bài hát của Wolof, và như truyền thống trong âm nhạc của khu vực, bài hát được xây dựng đến cao trào và câu hát cuối cùng thu hút rằng cô ấy hét lên với nhiều người khác nhau. Năm 2010, cô đã có một chút sự nổi tiếng ở quốc tế đầu bằng cách quảng cáo cho công ty cracker Ritz, nơi cô có thể được nghe hát bài hát "Ta Ta Viviane!"
Viviane đã ký hợp đồng với Wonda Music vào ngày 31 tháng 3 năm 2012. Cô đã làm việc với nhà sản xuất từng đoạt giải Grammy Jerry Wonda tại Phòng thu âm Platinum tại thành phố New York.

### Các bài hát và video phổ biến khác
Các video thành công khác của cô là các ca khúc như "Chào mừng đến châu Phi" với Mokobe, và có thể là thành tựu lớn nhất của cô, "Cheri Boy", trong đó chúng tôi thấy Viviane dễ dàng pha trộn hip-hop, R & B, Reggae và âm thanh truyền thống của Sen-na. Nhịp điệu của bài hát mang lại cảm giác reggae nhẹ nhàng, mượt mà, phần điệp khúc được hát theo phong cách R & B, và phần verse là 16 nhịp rap giống như hip-hop theo phong cách Mỹ.

### Mối quan hệ với âm nhạc Mỹ
Một câu chuyện mô tả ngắn gọn về mối quan hệ của Ndour với âm nhạc Mỹ được Likembe chuyển tiếp trên blog của mình:
"Người ta nói rằng lần đầu tiên Viviane nghe" Are You That Sombody "của Aaliyah, cô ấy nghĩ rằng đó là người Mỹ sao chép nhạc Senegal. Bản làm lại của cô, "Goor Fit", dựa trên Entre Nous /Giữa chúng tôi/ Ci Sunu Biir, đã chứng tỏ là một trong những bài hát đáng nhớ và nổi tiếng nhất của cô, do đó, tự nhiên vẫn phải có một phiên bản khác, đó là "Am Fit", từ Fii Ak năm 2003 (Jololi). Tôi luôn thích bản gốc của Aaliyah, nhưng các phiên bản của Viviane đưa bài hát lên cấp độ mới. " 

## Liveshow
Trong khi một số bài hát của cô có thể mượn phong cách Mỹ, Viviane Ndour vẫn trung thành với nguồn gốc của mình với tư cách là một nghệ sĩ người Senegal. Trong các chương trình trực tiếp của cô, các bài hát không tuân theo các định dạng 3 đến 5 phút thông thường của các bài hát Mỹ. Cô thường có một ban nhạc sống, và trống được chơi theo kiểu truyền thống vì một vũ công sẽ khiến các chuyển động phản ứng tự nhiên với bất kỳ thay đổi nào trong nhịp điệu mà tay trống có thể quyết định thực hiện. Không có kịch bản cụ thể khi đang hát, bất cứ khi nào Ndour quyết định, cô sẽ quay trở lại bài hát, nhưng phần lớn nó được phân tách bằng ad libs/tương tác với khán giả.

## Giải thưởng

### Giải thưởng
- Giải thưởng Kora 2002 - Được đề cử
- GIẢI THƯỞNG ÂM NHẠC NĂM 2011 GIẢI THƯỞNG ÂM NHẠC
- Giải thưởng Giải trí Cameroon 2012- Người chiến thắng
- Giải thưởng Giải trí Nigeria 2012 - Người chiến thắng
- Giải thưởng Kora 2012- Được đề cử
- GIẢI THƯỞNG PORO 2013 2013 Liên hoan âm nhạc thế giới Abidjan- Người chiến thắng
- Giải thưởng Video âm nhạc Châu Phi 2016 của chương trình Âm nhạc Châu Phi - Người chiến thắng (Video Nữ Châu Phi hay nhất)

### Đề cử
- Giải thưởng Tạp chí Muzik Châu Phi 2014 (Nữ Tây Phi xuất sắc nhất) - (Đề cử) [6]

## Album
- Entre Nous / Giữa chúng ta / Ci sunu biir: 1999
- Bản chất: 2001
- Lê Show: 2001
- Tere Nelaw: 2002
- Phí Fii ak: 2003
- Viviane et Freres: 2004
- Người đàn ông Diarra: 2005
- Quán cà phê Bataclan: 2007
- Wuyayooy: 2010
- "retanne": 2014
- "wuyuma": 2016